# 第三国际理论
第三國際理论（阿拉伯语：‎），又称卡扎菲主義（‎），是前利比亞最高领导人穆阿邁爾·卡扎菲提出的思想。1973年4月15日，卡扎菲在祖瓦拉演講中宣布「大利比亞阿拉伯人民社會主義民眾國」成立，並提出执政模式及其中心思想，即利比亞文化革命和第三國際理论，強調利比亞的革命和民族性。第三國際理论融合了阿拉伯民族主義、阿拉伯社會主義、納賽爾主義、反帝國主義、伊斯蘭社會主義、社會民粹主義、非洲民族主義和泛阿拉伯主義。该理论與納賽爾主義不同，將宗教元素也融合进去，包括伊斯蘭原教旨主義和伊斯蘭主義。卡扎菲認為穆斯林需要回歸真主和《古蘭經》，並將违背《古蘭經》的行为视為褻瀆真主。即便如此，伊斯兰原教旨主義者仍不承認卡扎菲政权是原教旨主義政府，因為卡扎菲執政期間，反對薩拉菲主義，許多原教旨主義者被逮捕監禁。
2011年，卡扎菲政權倒台，卡扎菲主義制度不复存在。

## 歷史

### 背景
1960年代，中東及北非阿拉伯地區興起了以阿拉伯地區團結主張的民族主義、伊斯蘭主義及社會主義，這種集體的阿拉伯主義思想以民族主義、宗教和平等原則為基礎，激發了阿拉伯世界的多次革命、人民起義和政變。包括埃及阿拉伯革命、伊拉克復興革命及利比亞綠色革命。
利比亞綠色革命於1969年9月1日爆發，以卡扎菲為首的利比亞軍官組成自由軍官運動，旨在推翻利比亞王國的封建統治，建立一個統一的社會主義國家。最終成功推翻了利比亞王國，伊德里斯一世流亡希臘，塞努西王朝的統治結束，取而代之的是利比亞阿拉伯共和國 ，27歲的卡扎菲上校成為領導人。